# Мушка (приманка)

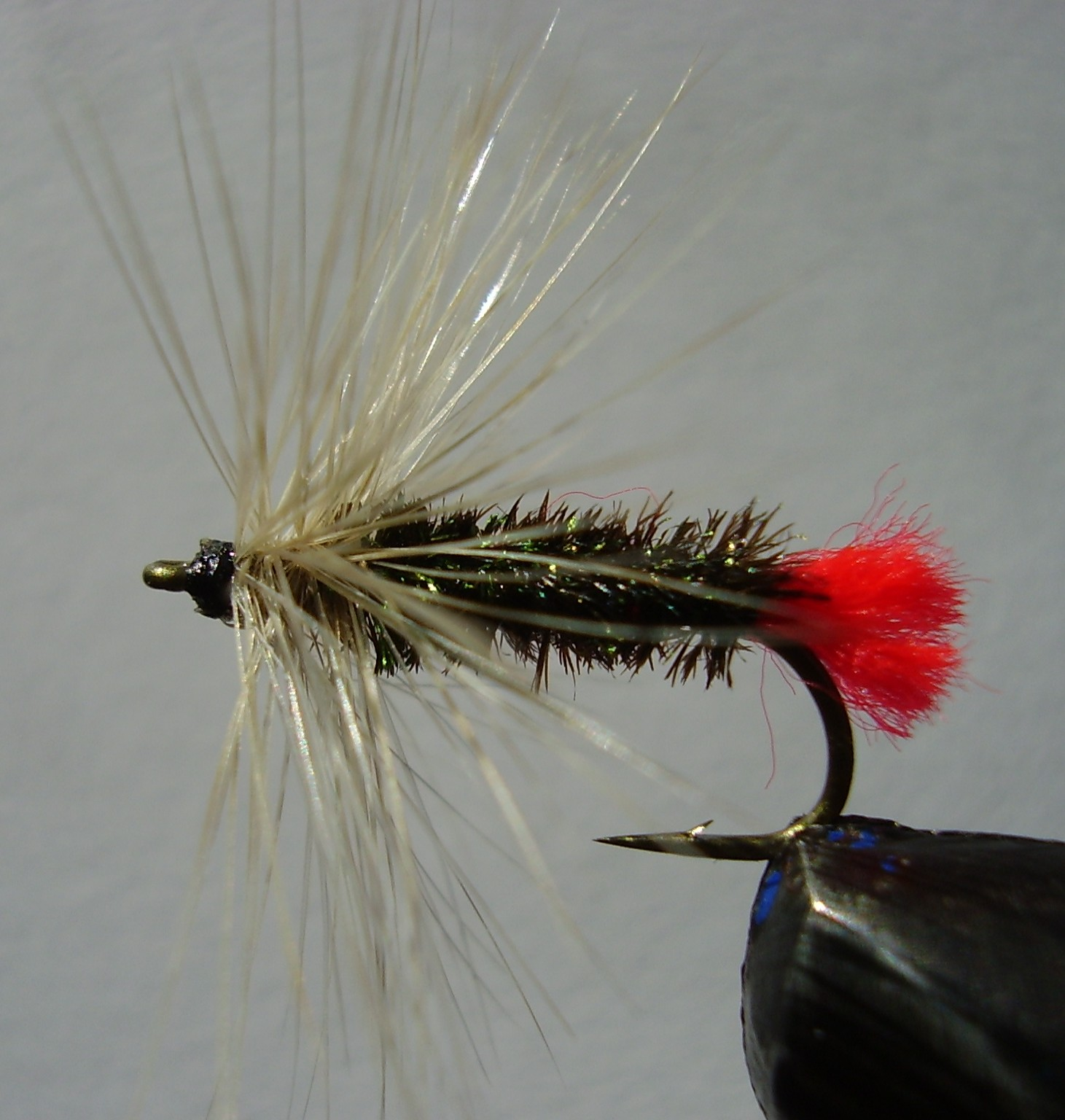
Мушка

Мушка, також стример — штучна рибальська принада для ловлі хижої риби, що використовують у таких видах риболовлі як нахлист і спінінг.
Виготовляється з різних матеріалів: пір’я та хутра тварин, вовняних ниток, люрекса, мішури, тощо.
У спінінговій ловлі стример використовують з прикріпленою до нього вантаж-голівкою («Чебурашка»).
У нахлистовій ловлі мушка є імітацією комахи. Бувають сухі та мокрі мушки. Сухі плавають на поверхні, а мокрі — в товщі води (призначені для ведення під водою). Для сухих використовують жорстке еластичне пір’я (як основа мушки). Для мокрих — м’яке та пухнасте.
Гачки для мушок (стримерів) підбирають відповідно до тіла мушки. Можливе використання двійників і трійників.